# Herbert Kappler
Herbert Kappler (ur. 23 września 1907, zm. 9 lutego 1978) – zbrodniarz hitlerowski, szef SD i Gestapo w Rzymie oraz SS-Obersturmbannführer.

## Życiorys
Urodzony w Stuttgarcie, był członkiem NSDAP, SS i SD. W 1939 został wysłany do stolicy faszystowskich Włoch Rzymu, gdzie objął stanowisko szefa miejscowej SD (Służby Bezpieczeństwa SS). W okresie tym ściśle współpracował z faszystowską policją Mussoliniego. Rola Kapplera znacznie wzrosła po 8 września 1943, gdy III Rzesza rozpoczęła okupację Rzymu i innych włoskich miast. Najpierw współdziałał z komandosami SS w uwolnieniu Benito Mussoliniego we wrześniu 1943. Następnie Kappler przygotował i zajął się wykonaniem planu deportacji do Auschwitz-Birkenau ok. 10 tysięcy Żydów z Rzymu. Już w pierwszych dniach akcji (15–16 października 1943) aresztowano 1259 osób, z których 1007 wysłano do Auschwitz. Jedynie 10 osób wróciło żywych. Przed deportacjami grabiono wszystkie kosztowności ofiar.
W 1944 jego rola we Włoszech jeszcze wzrosła, gdyż mianowano go szefem Gestapo w Rzymie. 23 marca 1944 włoscy partyzanci zabili w zamachu 33 niemieckich żołnierzy na Via Rasella (koło Rzymu). Hitler rozkazał zamordować 10 Włochów za każdego zabitego Niemca. Kappler, wraz z Pietro Caruso (szefem policji włoskiej), dokonali wyboru 330 ofiar. Byli to niemający związku z zamachem: więźniowie polityczni, 78 Żydów i inne, przypadkowo aresztowane osoby. Wszyscy oni zostali zaprowadzeni do Grot Ardeatyńskich koło Rzymu i następnie w małych grupach zamordowani strzałami w plecy. Na skutek pomyłki hitlerowców zginęło nie 330, lecz 335 osób. Wejście do jaskiń zawalono przy pomocy ładunków wybuchowych.
Został aresztowany przez Brytyjczyków po klęsce III Rzeszy i wydany władzom włoskim w 1947. Trybunał wojskowy, za udział w masakrze w Jaskiniach Ardeatyńskich, skazał go na karę dożywotniego pozbawienia wolności. W 1977, przebywając w więzieniu Castello di Gaeta, poczuł się źle i zabrano go do szpitala w Rzymie. Stamtąd, przy pomocy żony, udało mu się uciec, a następnie przedostać do RFN. Zmarł jednak już rok później we własnym domu w Soltau koło Lüneburga.